# Nevada
Nevada (phát âm như Nê-va-đa) là một tiểu bang nằm ở miền tây Hoa Kỳ, là tiểu bang thứ 36 gia nhập liên bang vào năm 1864. Thủ phủ của Nevada là thành phố Carson còn thành phố lớn nhất là Las Vegas. Nevada có biệt hiệu là Battle Born State ("Bang ra đời trong chiến tranh") để kỷ niệm việc Nevada gia nhập liên bang đứng về phía miền bắc trong cuộc Nội chiến Mỹ giữa thế kỉ 19.
Nevada là tiểu bang có diện tích rộng hàng thứ 7 tại Hoa Kỳ, bao gồm vùng Bồn Địa Lớn ("Great Basin") về phía bắc và sa mạc Mojave về phía nam. Năm 2006, ước tính dân số Nevada đạt 2,6 triệu người, với 85% dân cư sinh sống trong các khu vực đại đô thị Las Vegas và Reno. Từ một tiểu bang mà phần lớn đất đai khô cằn, ít người sinh sống, ngày nay Nevada đã vươn lên trở thành một trong những bang giàu mạnh nhất nước Mỹ với những ngành kinh tế chủ lực là khai mỏ, chăn nuôi, sòng bạc và du lịch.

## Địa lý

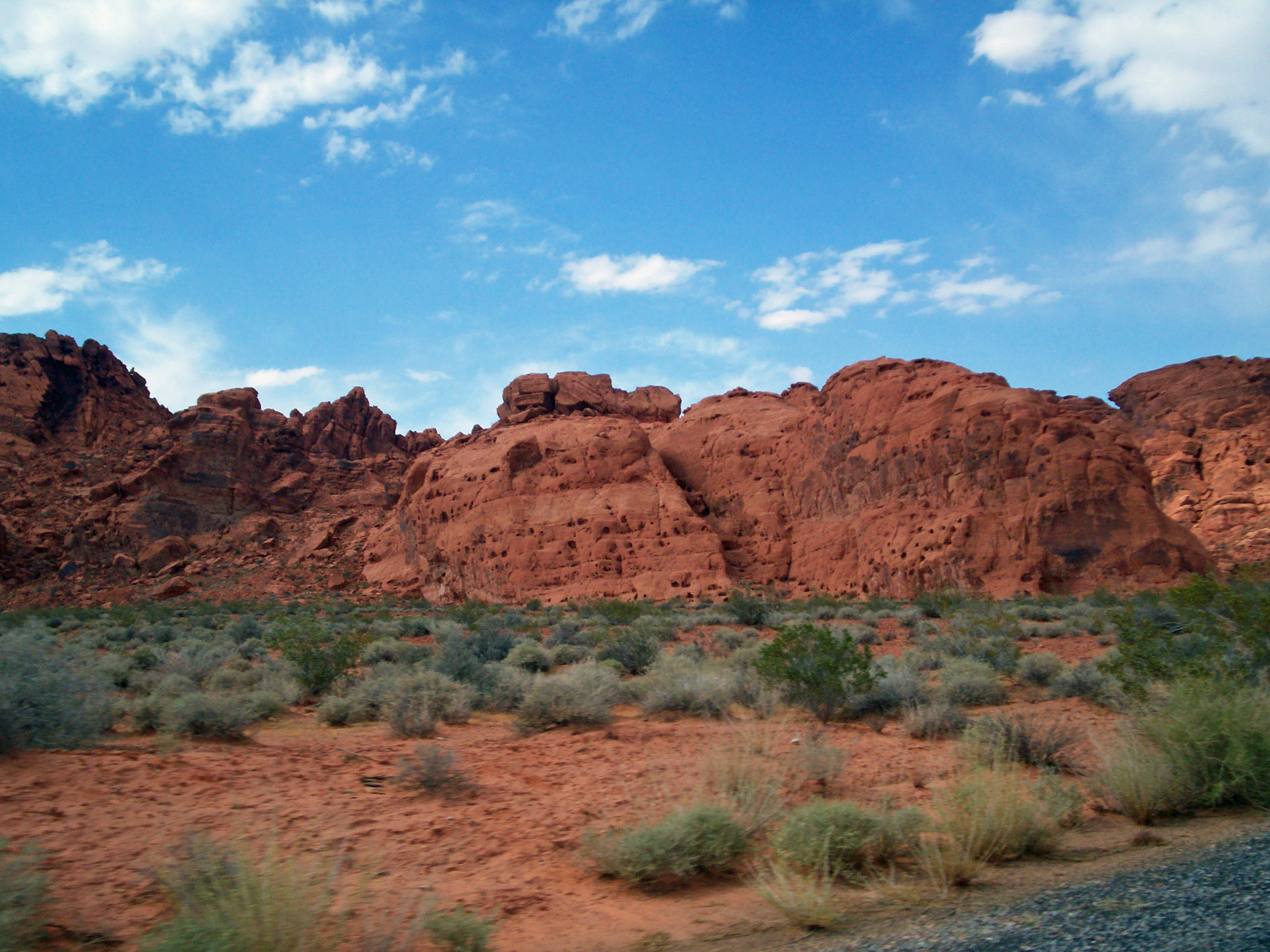
Công viên tiểu bang Valley of Fire

Tiểu bang Nevada giáp với Utah về phía đông, giáp với Arizona về phía nam, giáp với California về phía tây và tây nam, giáp với Oregon về phía tây bắc và giáp với Idaho về phía đông bắc.
Phần lớn diện tích Nevada nằm trong một vùng bồn địa thấp và bị chia cắt bởi rất nhiều các dãy núi chạy theo chiều bắc nam. Nhiều dãy núi ở Nevada có đỉnh núi cao trên 4000 m trong khi các thung lũng cũng không thấp dưới 900m. Những dãy núi này có các con sông nhỏ đổ vào một bồn địa trũng trong đất liền chứ không đổ ra biển. Ví dụ như sông Humboldt chảy từ đông sang tây và đổ vào vùng bồn địa Humboldt. Một số con sông khác lại chảy từ tây sang đông bắt nguồn từ dãy Sierra Nevada như sông Walker, sông Truckee và sông Carson.
Miền bắc tiểu bang Nevada nằm trong sa mạc Great Basin, một sa mạc thuộc vùng ôn đới với mùa hè nóng và mùa đông nhiệt độ hạ xuống gần điểm đóng băng. Thình thoảng, hơi ẩm từ gió mùa Arizona mang đến cho vùng sa mạc này những trận mưa bão, hay các cơn bão từ Thái Bình Dương đổ vào cũng có thể gây ra bão tuyết về mùa đông. Nhiệt độ cao nhất tại Nevada là 51,7 °C ghi được tại Laughlin vào ngày 29 tháng 6 năm 1994.
Phía đông của tiểu bang chịu ảnh hưởng của gió mùa Arizona nhiều hơn nên cây cối khá xanh tốt. Cây ngải đắng là loài cây mọc chủ yếu tại đây. Vùng này có nhiều sông suối chảy qua và làm biến đổi hẳn cảnh quan hoang mạc.
Phần phía nam của tiểu bang, trong đó có thành phố Las Vegas nằm trong sa mạc Mojave. Địa hình vùng này thấp hơn phía bắc với độ cao trung bình khoảng 1200m. Mùa hè thường nóng còn mùa đông có thể thay đổi từ mát mẻ sang vô cùng lạnh lẽo.
Nhìn chung khí hậu của Nevada tương đối khắc nghiệt với mùa hè ngắn, nhiệt độ cao hơn 40 °C với một mùa đông dài và lạnh. Do nằm trong khu vực bồn địa và bị các dãy núi cao chắn hơi ẩm từ biển vào, lượng mưa ở Nevada khá thấp và khiến hoang mạc trở thành dạng địa hình chính tại đây.

## Lịch sử

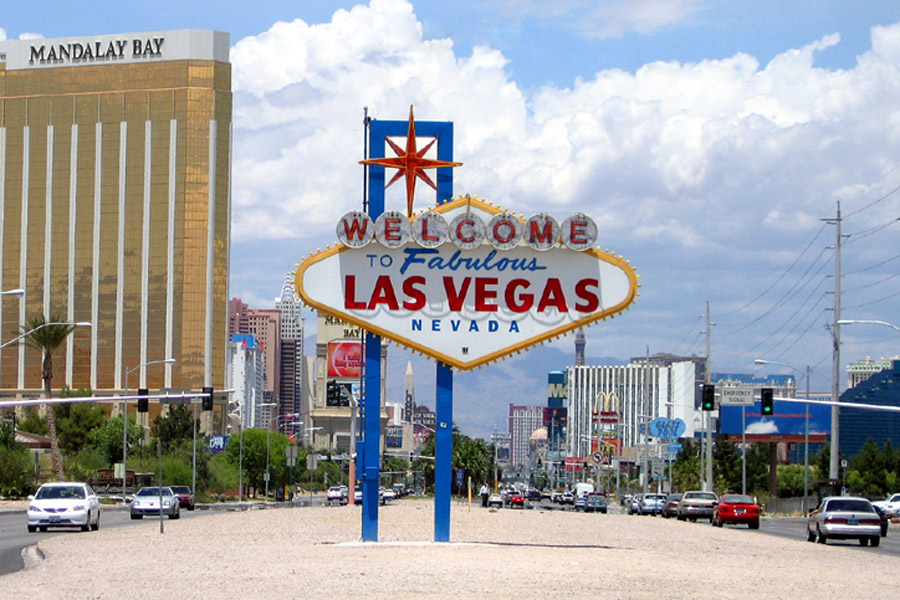
Tấm biển chào đón khách đến Las Vegas

Do đất đai cằn cỗi, không thích hợp cho nông nghiệp nên Nevada là một trong những nơi cuối cùng có người đến định cư tại Mỹ. Ban đầu, Nevada thuộc chủ quyền của México nhưng sau khi Mexico thất bại trong cuộc chiến tranh Hoa Kỳ-Mexico năm 1848, nước này đã phải nhường lại 1/3 diện tích lãnh thổ cho Mỹ, trong đó bao gồm vùng đất Nevada.
Năm 1850, Vùng lãnh thổ Utah ("Utah Territory") trong đó bao gồm cả Nevada được chính phủ Mỹ thành lập và người Mormon đã đến đây định cư sinh sống. Tuy nhiên khi những xung đột giữa cộng đồng người Mormon, thời gian đó còn chấp nhận chế độ đa thê với chính phủ Mỹ nổ ra thì người dân Nevada đòi tách khỏi Utah để thành lập một tiểu bang riêng biệt. Ngày 2 tháng 3 năm 1861, Vùng lãnh thổ Nevada ("Nevada Territory") chính thức tách khỏi Vùng lãnh thổ Utah.
Ngày 31 tháng 10 năm 1864, Nevada chính thức được công nhận là tiểu bang thứ 36 của Hoa Kỳ. Mặc dù dân số Nevada lúc đó chỉ bằng 1/6 quy định để được quyền đại diện tại quốc hội liên bang nhưng tổng thống Lincoln đã ủng hộ cho Nevada gia nhập liên bang. Việc này đã giúp tổng thống Lincoln vượt qua cuộc bầu cử tổng thống giữa nhiệm kỳ năm 1864, đưa Đảng Cộng hòa chiếm đa số tại quốc hội cùng như tận dụng được nguồn mỏ bạc to lớn của Nevada cho chiến tranh.
Sau khi cuộc Nội chiến Mỹ kết thúc, khai mỏ đóng vai trò chủ lực trong nền kinh tế của Nevada. Nhưng đến cuối thế kỉ 19, các mỏ bắt đầu cạn kiệt dần đã dẫn tới việc dân cư bỏ đi nơi khác. Tuy nhiên đến đầu thế kỉ 20, các mỏ vàng và bạc mới lại được phát hiện ở Nevada đã giúp khôi phục nền kinh tế của tiểu bang. Sau cuộc Đại khủng hoảng năm 1929, chính phủ liên bang đã khởi công xây dựng Đập Hoover để cung cấp nước tưới cho đồng ruộng và mang lại nguồn điện năng to lớn cho những thành phố lớn của Nevada như Las Vegas. Trong những thập niên 1950, 1960, Nevada là một bãi thử các loại vũ khí hạt nhân của quân đội Mỹ.
Ngày nay, Nevada là một trong những tiểu bang có tốc độ phát triển cao nhất nước Mỹ với ngành công nghiệp sòng bạc khổng lồ bên cạnh các ngành kinh tế khác như khai mỏ, chăn nuôi, du lịch, thương mại. Tiểu bang này có trường Đại học hệ Nevada trong thành phố Reno và thành phố Las Vegas và trường Đại học Touro tại Nevada trong thành phố Henderson.

## Nhân khẩu
Theo ước tính của Cục thống kê dân số năm 2007, dân số của Nevada là 2.565.382 người. So với năm trước, dân số của Nevada đã tăng thêm 92.909 người, tức tốc độ tăng dân số đạt tới 3,5%. Dân số tăng nhanh bao gồm một phần là gia tăng dân số tự nhiên và bên cạnh đó, trong những năm gần đây, kinh tế Nevada phát triển mạnh đã thu hút một lượng lớn người nhập cư từ nước ngoài cũng như các vùng khác nhau của nước Mỹ. Năm 2006, Nevada đứng thứ nhì nước Mỹ về tốc độ gia tăng dân số, chỉ sau Arizona.
Nếu tính từ thập niên 1940 đến năm 2003, Nevada dẫn đầu nước Mỹ về tốc độ tăng dân số. Từ năm 1990 đến năm 2000, dân số Nevada tăng thêm 66,3%, trong khi mức trung bình của nước Mỹ chỉ là 13,1%. Hơn hai phần ba dân số của Nevada sống tại khu vực đại đô thị quanh Las Vegas.
Phân bố chủng tộc tại Nevada năm 2005 như sau:
- Người da trắng: 84,25%
- Người da đen: 8,58%
- Người da đỏ: 2,15%
- Người gốc Á: 6,87%
- Người các đảo Thái Bình Dương: 0,92%
- Người hispanic (latinh) thuộc mọi sắc tộc trên: 23,93%

## Chính trị
Trong các cuộc bầu cử, Nevada thường giữ vai trò "swing state", tức không thiên về Đảng Cộng hòa hay Đảng Dân chủ. Do vậy, kết quả bầu cử tại Nevada rất khó dự đoán. Các tổng thống gần đây nhất của Đảng Cộng hòa và Đảng Dân chủ đều giành chiến thắng tại Nevada. Bang này đã bầu cho cả vị tổng thống Dân chủ Bill Clinton vào các năm 1992, 1996 cũng như bầu cho tổng thống Cộng hòa George W. Bush vào các năm 2000 và 2004.

## Kinh tế

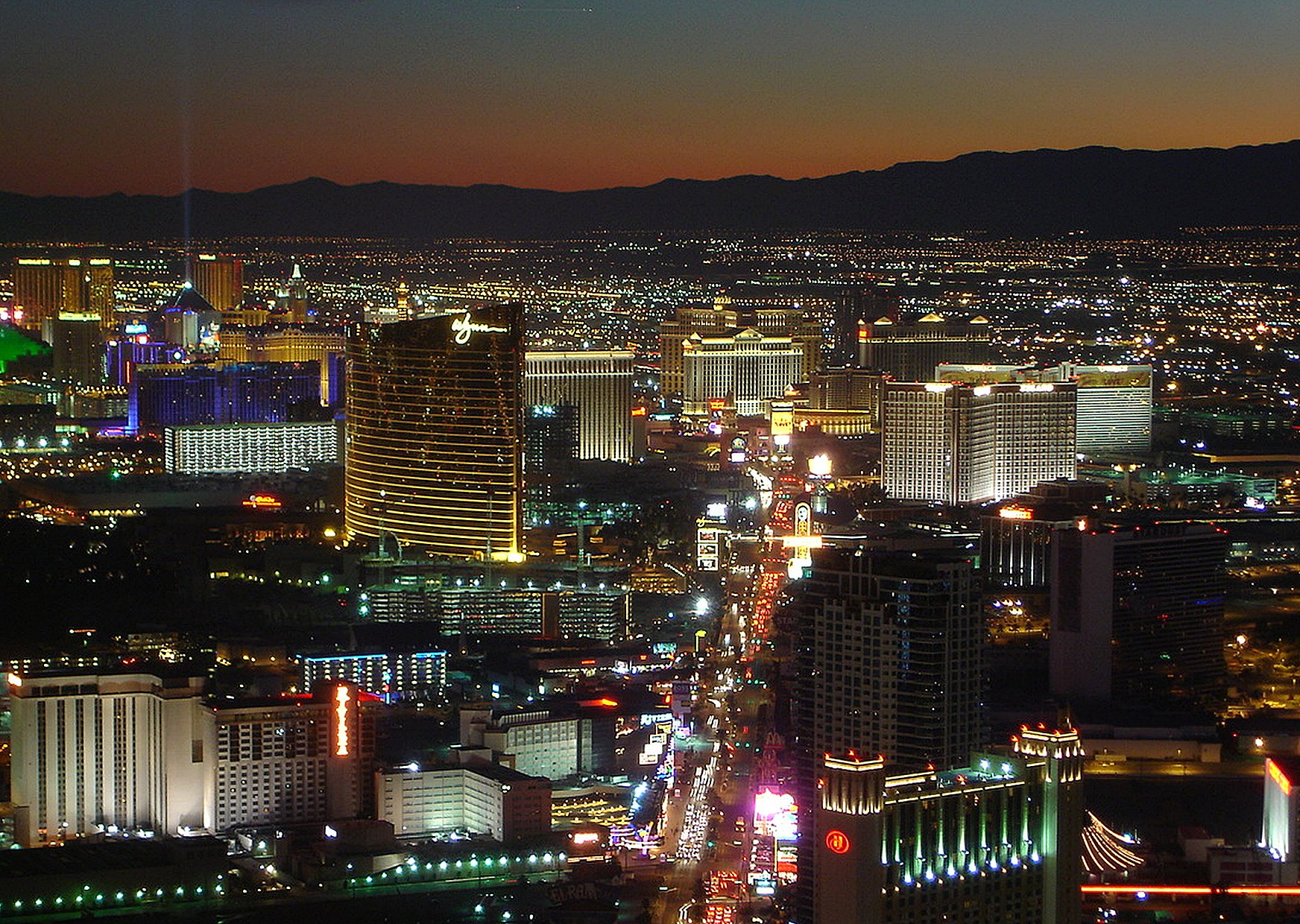
Thành phố Las Vegas, Nevada

Năm 2006, tổng sản phẩm quốc dân của Nevada đạt 117 tỉ USD. Thu nhập bình quân của người dân Nevada là 46.108 USD, đứng hàng thứ 11 toàn liên bang.
Về nông nghiệp, chăn nuôi đóng vai trò chủ yếu. Cỏ khô, chủ yếu là cỏ linh lăng được trồng nhiều để cung cấp thức ăn cho các loại gia súc và cừu. Bên cạnh đó Nevada cũng trồng nhiều tỏi và khoai tây. Theo số liệu ngày 1 tháng 1 năm 2006, tại Nevada có khoảng 500.000 gia súc và 70.000 con cừu.
Khai mỏ là ngành công nghiệp đầu tiên được phát triển tại Nevada. Năm 2004, 6,8 triệu ounce vàng đã được khai thác, mang lại 2,84 tỉ USD cho tiểu bang. Nevada sở hữu tới 8,7% tổng lượng vàng sản xuất của thế giới. Sau vàng, bạc là kim loại được khai thác nhiều thứ hai tại Nevada với 10,3 triệu ounce bạc được khai thác năm 2004, đạt giá trị 69 triệu USD. Tuy nhiên chi phí cho ngành công nghiệp khai thác ở Nevada khá cao và sản lượng khai thác dễ hứng chịu những biến động của thị trường thế giới.
Sau cuộc Đại Khủng hoảng năm 1929, để có thêm tiền thuế cho liên bang Nevada đã chấp nhận hợp pháp hóa ngành công nghiệp sòng bạc. Lúc đầu đây chỉ là một chính sách tạm thời đợi đến khi các ngành kinh tế khác hồi phục sẽ bãi bỏ ngành công nghiệp sòng bạc. Nhưng điều này đã không bao giờ được thực hiện và các sòng bạc đã mang lại cho Nevada hàng tỉ USD mỗi năm và mang lại sự giàu có cho nhiều khu đô thị lớn như Las Vegas, Reno. Ngày nay, bên cạnh ngành công nghệ sòng bạc, Nevada đã phát triển mạnh các ngành kinh tế khác như du lịch, xuất bản, thương mại, sản xuất máy móc, chế biến thực phẩm...